# Bohuslav Reynek

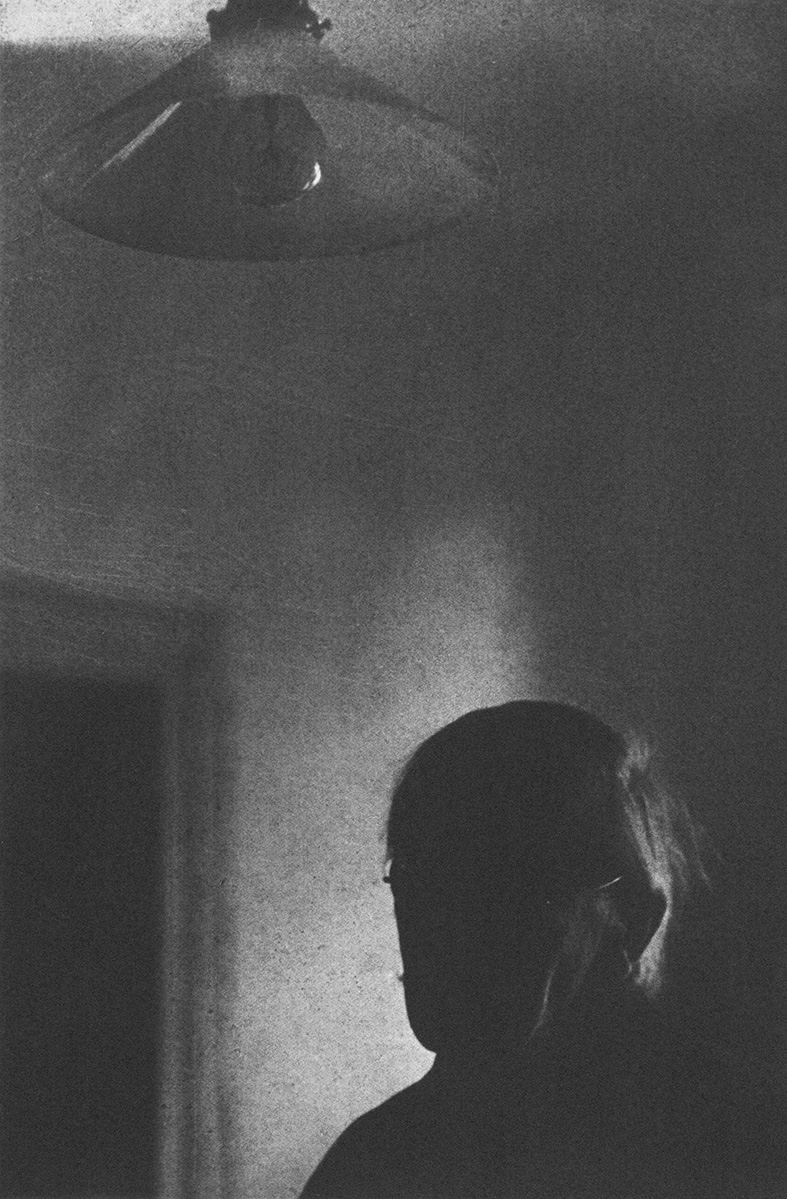
Bohuslav Reynek (1971)

Bohuslav Reynek (* 31. Mai 1892 in Petrkov, Böhmen; † 28. Oktober 1971 ebenda) war ein tschechischer Dichter, Schriftsteller, Graphiker, Maler und Übersetzer.

## Leben
In den Jahren 1904–1911 besuchte Bohuslav Reynek das Gymnasium in Jihlava, wo er Französisch und Deutsch lernte. Nach einem kurzen Studium an der Tschechischen Technischen Hochschule in Prag kehrte er nach Petrkov zurück. 1926 heiratete er die französische Dichterin Suzanne Renaud, deren Werk er später ins Tschechische übersetzte. Im Jahre 1914 begann er seine langjährige und enge Zusammenarbeit mit Josef Florian aus der Gemeinde Stará Říše (damals Alt Reisch), wo er seine eigenen Gedichte übersetzte, illustrierte und veröffentlichte. Er und Suzanne hatten zwei Söhne, Daniel (geb. 1928; gest. 2014) und Jiří (geb. 1929; gest. 2014). Nach dem kommunistischen Staatsstreich wurde sein Gehöft 1949 beschlagnahmt (er und seine Familie durften in Petrkov weiterleben) und die Verlage, die sein Werk bisher veröffentlicht hatten, wurden geschlossen. Er starb 1971 auf seinem Hof und wurde auf dem Friedhof von Svatý Kříž, im Familiengrab bestattet.

## Poesie
Reyneks Gedichte sind meditativ und inspiriert von der tschechischen Landschaft, dem ländlichen Leben und dem tiefen christlichen Humanismus. Bemerkenswert ist die delikate Art und Weise, in der religiöse Themen durch Bilder seiner unmittelbaren Umgebung gebrochen werden; die Gedichte legen Alltagsgegenstände und Szenen (wie die Bauernhoftiere, ihre Stallungen, die Rhythmen der Arbeitswoche) mit einer spirituellen, zarten Lumineszenz. Er verwendet zum größten Teil traditionelle Formen mit originellen Reimen.
Im Kommunismus waren Reyneks Bücher verboten und jene in den öffentlichen Bibliotheken wurden wegen Reyneks christlichem Glauben liquidiert. Er starb arm, wirkte aber als Vorbild für junge tschechische Dichter der 1960er und 1970er Jahre, darunter Ivan Martin Jirous, Zbyněk Hejda und Ivan Diviš. Sein letztes Werk - Odlet vlaštovek - wurde posthum im Ausland veröffentlicht. Nach 1989 gab der Prager Torst Verlag eine kritische Ausgabe seiner Gedichte heraus. Die französische Autorin Sylvie Germain schrieb Bohuslav Reynek à Petrkov (1998), eine Meditation über sein Leben und seine Kunst.
Reynek war Übersetzer für Französisch und Deutsch. Unter den Dichtern, die er übersetzte, war der österreichische Expressionist Georg Trakl, und ein Einfluss von Trakls Techniken ist auch in Reyneks eigenen Texten erkennbar. Bei den Übersetzungen von Trakls Lyrikbänden Gedichte (1913) und Sebastian im Traum (1915) (Básně 1917; Šebastian v snu 1924) handelt es sich um die weltweit ersten Übersetzungen von Trakls Dichtung in eine Fremdsprache. Reynek übersetzte katholische französische Dichter wie Léon Bloy, Jean Giono, Francis Jammes, Jean de La Fontaine und Paul Verlaine.

## Grafik und Malerei

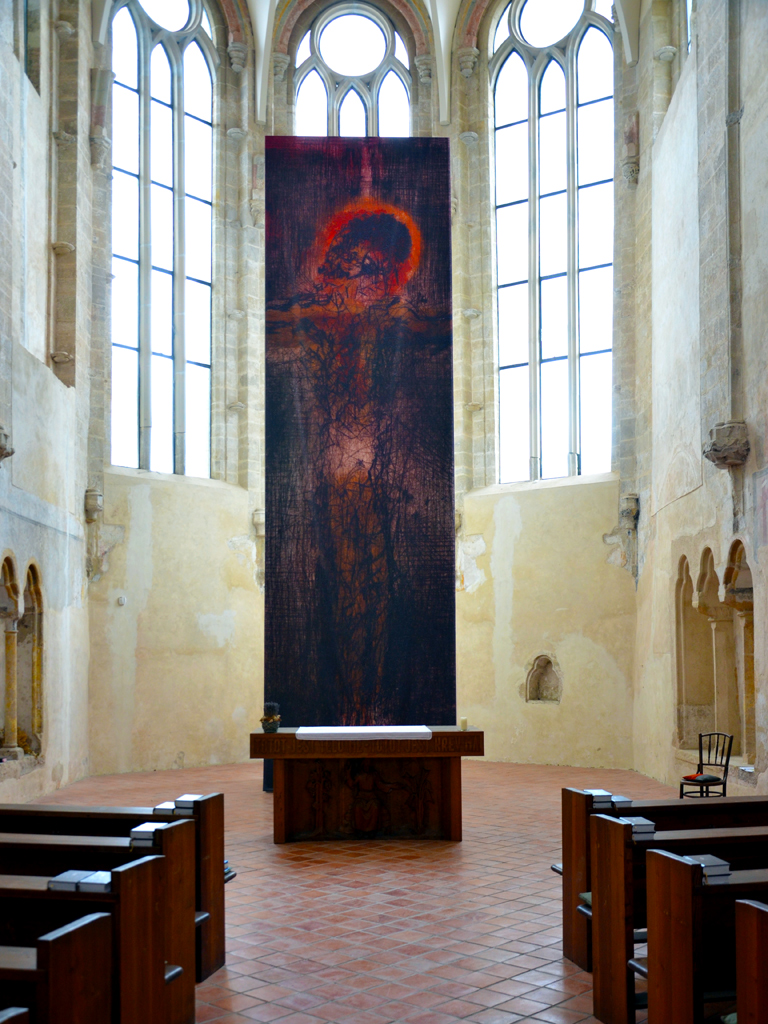
Altarbild, Kirche des Heiligen Kreuzes in Jihlava

Während seines Studiums an der Realschule in Jihlava begann Reynek sich dem Zeichnen und Malen zu widmen. Aus dieser Zeit ist das Ölgemälde Porträt des Vaters (1911) erhalten. Er knüpfte Kontakte zu Mitgliedern der Gruppen Osma und Mánes, später mit der Gruppe Tvrdošíjní.
In den 1920er Jahren schuf er expressionistische Linolschnitte im Zusammenhang mit dem Verlag Joseph Florian. Bei der Veröffentlichung seiner eigenen Ausgabe von Poesie arbeitete Reynek mit Josef Čapek und Vlastislav Hofman zusammen. In den Jahren 1927–29 stellte er seine Zeichnungen, Pastelle und Radierungen auf mehreren Ausstellungen in Frankreich aus, wo seine Arbeit gut aufgenommen wurde. Die Kunst war für ihn während dieser Zeit die Hauptquelle des Lebensunterhalts.
Im Jahr 1933 probierte Reynek die Kaltnadelradierung. Seitdem dominieren diese Grafiken gegenüber Kohle- und Pastellzeichnungen. Zwischen 1933 und 1971 produzierte er mehr als sechshundert grafische Blätter in Kaltnadel- oder Ätztechnik.
In den dreißiger Jahren dominiert die Landschaft Reyneks grafische Kunst. Ab 1939 wandte er sich biblischer Motivik zu. Während des Zweiten Weltkriegs sind die häufigsten Motive Kreuzigung, Frömmigkeit und die Verleugnung des Petrus. Aus dieser Zeit stammt auch der Passionszyklus. Der bedeutendste Teil seiner grafischen Arbeiten hat Reynek in den 1950er und 1960er Jahren produziert, zum Beispiel den Hiob-Zyklus (1948–1949), den Don-Quijote-Zyklus (1955–1960) und eine Reihe von anderen Grafiken.
Wie seine Poesie so sind auch seine Grafiken erst nach dem Sturz des kommunistischen Regimes in den 1990er Jahren zu voller Anerkennung gelangt.

## Gedichtbände
- Žízně (Dürste) (1921), Gedichte
- Rybí šupiny (Fischschuppen) (1922), Gedichte in Prosa
- Had na sněhu (Schlange auf dem Schnee) (1924), Gedichte in Prosa
- Smutek země (Trauer der Erde) (1924), Gedichte
- Rty a zuby (Lippen und Zähne) (1925), Gedichte
- Setba samot (Aussaat der Einsamkeiten) (1936), Gedichte
- Pieta (1940), Gedichte
- Podzimní motýli (Herbstschmetterlinge) (1946), Gedichte

posthum:
- Odlet vlaštovek (Fortflug der Schwalben) samizdat (1978) (München 1980), viele Ausgaben nach 1989,
- Vlídné vidiny (Freundliche Visionen), Ed. Jaromír Zelenka (Odeon, 1992)
- Gesamtausgabe der Gedichte: Básnické spisy (Poetische Werke), Hrsg. Marie Chlíbcová (Archa/Petrkov, 2009)

Englische Übersetzungen:
- Bohuslav Reynek: Fish scales. trans. Kelly Miller und Zdenka Brodská (Ann Arbor: Michigan Slavic Publications, 2001).
- Bohuslav Reynek: Shadows. trans. Justin Quinn, New Yorker (2011).

Französische Übersetzung
- Bohuslav Reynek: Le serpent sur la neige. trans. Xavier Galmiche (Grenoble: Romarin-les Amis de Suzanne Renaud et Bohuslav Reynek, 1997). Siehe den Katalog des Verlags Romarin.